# Earl Hamner Jr.
Earl Hamner Jr. (Schuyler, Virginia, 10 de julio de 1923-Los Ángeles, 24 de marzo de 2016) fue un escritor y productor de cine y televisión estadounidense, creador de las series The Waltons y Falcon Crest.

## Biografía
Nació en Virginia, Estados Unidos, el 10 de julio de 1923. Escribió Spencer's Mountain. Sus inspiraciones para la serie The Waltons fueron sus propios abuelos, Ora Lee y Anderson Gianniny. Decidió contratar a actores que tenían una trayectoria desde los 30.
En 1954 escribió Hit and Run, un episodio de la serie de NBC Justice, en el que la estrella invitada, E. G. Marshall, interpretó a un hombre atormentado por la culpa que huye de la escena del crimen. También escribió el episodio You Drive de The Twilight Zone, en 1964.
Hamner contribuyó con ocho episodios de la serie The Twilight Zone, a principios de los 60. También creó dos series que no tuvieron tanto éxito como las anteriores, llamadas Apple's Way (1974-1975) y Boone (1983-1984). Hamner utilizó apellidos de sus familiares en sus series. Spencer (Spencer's Mountain) es el apellido de su abuela paterna de soltera (Susan Henry Spencer Hamner); The Waltons, de su abuelo paterno Walter Clifton Hamner y su bisabuelo Walter Leland Hamner.

## Trabajos

### Novelas
- Fifty Roads to Town (1953)
- Spencer's Mountain (1961)
- You Can't Get There From Here (1965)
- The Homecoming: A Novel About Spencer's Mountain (1970)

### Obras de no-ficción
- The Avocado Drive Zoo (1999)
- Good Night, John Boy (2002)
- Generous Women(2006)

### Guiones
- Spencer's Mountain (1963)
- Palm Springs Weekend (1963)
- Charlotte's Web (1973)

### Televisión
- Highway (1954)
- para The Twilight Zone :
  - The Hunt (1962)
  - A Piano in the House (1962)
  - Jess-Belle (1963)
  - Ring-a-Ding Girl (1963)
  - You Drive (1964)
  - Black Leather Jackets (1964)
  - Stopover in a Quiet Town (1964)
  - The Bewitchin' Pool (1964)
- Heidi (1969)
- Appalachian Autumn (1969)
- Aesop's Fables (1971)
- The Homecoming (for CBS, 1971)
- Where the Lilies Bloom (1972)
- The Gift of Love: A Christmas Story (1983)